# Tomoko Kaneda
Pour les articles homonymes, voir Kaneda.
Tomoko Kaneda (金田 朋子, Kaneda Tomoko, née le 29 mai 1973) est une actrice vocale japonaise, chanteuse de J-pop et personnalité de la radio japonaise qui est née dans la ville de Yokohama au Japon.